# Красный Богатырь (Тульская область)
Красный Богатырь — посёлок в Тульской области России.
В рамках административно-территориального устройства является центром Краснобогатырского сельского округа Новомосковского района, в рамках организации местного самоуправления включается в муниципальное образование город Новомосковск со статусом городского округа.

## География
Расположен в 34 к северо-востоку от райцентра, города Новомосковска.

## Население
| 2002 | 2010 |
| ---- | ---- |
| 814  | ↘787 |